# Harpactea deltshevi
Harpactea deltshevi är en spindelart som beskrevs av Dimitrov och Lazarov 1999. Harpactea deltshevi ingår i släktet Harpactea och familjen ringögonspindlar.
Artens utbredningsområde är Bulgarien. Inga underarter finns listade i Catalogue of Life.